# Francisco Marrodán
Francisco Marrodán (Guernica, España; 23 de julio de 1909 - Buenos Aires, 19 de agosto de 2007) fue un músico, director de orquesta y compositor hispano-argentino.

## Trayectoria artística
Era hijo del director de la Banda Sinfónica de Guernica y estudió música -piano y trompeta- en su tierra natal al mismo tiempo que se recibió de maestro de educación primaria. Se casó con María Luisa, hija de Nicolás de las Llanderas, el coautor de la difundida obra teatral Así es la vida y en 1936 se radicó en Argentina. En este país trabajó como director de la orquesta de El Tronío y El Cortijo, conocidos locales dedicados a espectáculos de música y bailes españoles. Más adelante acompañó a figuras como Miguel de Molina, Carmen Florido, García Guirao, el Niño de Utrera y Pedrito Rico y con el mítico cantante Angelillo trabajó en varias temporadas en el teatro Avenida y en Radio Belgrano. 
Marrodán, que también trabajó en la orquesta estable de Radio El Mundo, acompañó a la conocida cantante Lolita Torres varias de sus actuaciones, tanto en el teatro, como en el cine y para el registro discográfico. Como compositor es autor de temas populares que en algunos casos tuvieron amplia difusión, tales como El caramelero, Venga vino, La churrera, Qué será y Mañana por la mañana; este último tema llegó a la pantalla, interpretado por Hugo del Carril en el filme La cumparsita (1946).
En los últimos años Marrodán se dedicó a la enseñanza mientras continuaba componiendo. En 2007, la Federación de Asociaciones Andaluzas de la República Argentina le otorgó la distinción Al-Ándalus. Falleció en Buenos Aires, el 19 de agosto de 2007 y sus restos descansan en el cementerio de la Chacarita.

## Tengo una vaca lechera
En La Nación se indica a Francisco Marrodán como autor de La vaca lechera, pero en SADAIC la obra figura con la nomenclatura #508526 ISWC T-042091886-0 con Fernando García Morcillo, Jacobo Morcillo Ucedo y Gunther Manuel Salinger Ehrenfried y en los títulos de la película Esperando la carroza figuran "Garcia y Morcillo" como autores de la referida canción que allí se ejecuta.